# Tjärasträsket
Tjärasträsket är en sjö i Överkalix kommun i Norrbotten och ingår i Sangisälvens huvudavrinningsområde. Sjön har en area på 0,248 kvadratkilometer och ligger 89 meter över havet.

## Delavrinningsområde
Tjärasträsket ingår i det delavrinningsområde (736840-182921) som SMHI kallar för Mynnar i Kypasjärv. Medelhöjden är 115 meter över havet och ytan är 14,56 kvadratkilometer. Räknas de 3 avrinningsområdena uppströms in blir den ackumulerade arean 30,68 kvadratkilometer. Tjärasbäcken som avvattnar avrinningsområdet har biflödesordning 2, vilket innebär att vattnet flödar genom totalt 2 vattendrag innan det når havet efter 50 kilometer. Avrinningsområdet består mestadels av skog (79 procent) och sankmarker (16 procent). Avrinningsområdet har 0,25 kvadratkilometer vattenytor vilket ger det en sjöprocent på 1,7 procent.